# Quinta-Feira (canção)
Quinta-Feira é o quarto single de trabalho do álbum Transpiração Contínua Prolongada, da banda Charlie Brown Jr.. Composta por Chorão, Champignon, Marcão, Thiago Castanho e Renato Pelado, ela também está presente nos três álbuns ao vivo do grupo, Acústico MTV, de 2003, Música Popular Caiçara, de 2012, e Chegou Quem Faltava, de 2021.

## História
| “ | "Parecia inofensiva, mas te dominou..." | ” |

Na entrevista contida nos extras do DVD Acústico MTV, Chorão informa que a música fala de um homem que tinha tudo para dar certo na vida, e se viciou em cocaína. Se viciou a ponto de perder tudo e ter que ir morar na rua, tendo que, um dia, fazer uma fogueira para não morrer de frio.

## Críticas
Segundo a revista Rolling Stone, um dos pontos altos desta canção, além da letra (que narra a história de um cara que se perdeu no vício de drogas.), é o riff de baixo usado pelo Champignon, que mesmo na versão acústica se destaca. 
Daniel Bovolento, do blog E.T.C (Entre Todas as Coisas) destaca essa música como uma das 3 para se apaixonar pela banda, dizendo: "A vibe dessa música é extraordinária, tem um quê de reggae-rock que te faz gritar quando o violão chega no refrão."

## Videoclipe
O videoclipe desta canção foi o segundo lançado pela banda, e teve direção de Shin Shikume e Johnny Araujo.
Ele começa com a introdução da canção "Corra Vagabundo", com Chorão e alguns amigos skatistas fazendo manobras numa pista de skate montada na Praça Palmares, em Santos. Ainda é possível ver imagens de como era o centro da cidade e o Emissário Submarino (antes da construção do Parque Roberto Mário Santini) no ano de 1997.

## Desempenho nas Paradas Musicais
| Ano  | Single         | Charts      | Charts         | Charts       | Charts    | Charts        | Charts | Charts | Álbum                            |
| Ano  | Single         | BRA Hot 100 | BRA Hit Parade | BRA Year End | Bill. BRA | Bill. Pop BRA | HSPN   | POR    | Álbum                            |
| ---- | -------------- | ----------- | -------------- | ------------ | --------- | ------------- | ------ | ------ | -------------------------------- |
| 1998 | "Quinta-Feira" | 46          | —              | —            | —         | —             | —      | —      | Transpiração Contínua Prolongada |